# بوشيني جبلي
بوشيني جبلي (الاسم العلمي: Puccinia montana) هو نوع من الفطريات يتبع جنس البوشيني من فصيلة البوشينية.